# Tenuipalpidae
Tenuipalpidae är en familj av spindeldjur. Enligt Catalogue of Life ingår Tenuipalpidae i överfamiljen Tetranychoidea, ordningen Prostigmata, klassen spindeldjur, fylumet leddjur och riket djur, men enligt Dyntaxa är tillhörigheten istället ordningen kvalster, klassen spindeldjur, fylumet leddjur och riket djur. Enligt Catalogue of Life omfattar familjen Tenuipalpidae 887 arter. 

## Dottertaxa till Tenuipalpidae, i alfabetisk ordning[1][2]
- Acaricis
- Aegyptobia
- Afronychus
- Amblypalpus
- Australopalpus
- Brevipalpus
- Capedulia
- Cenopalpus
- Chaudhripalpus
- Coleacarus
- Crossipalpus
- Dolichotetranychus
- Krugeria
- Larvacarus
- Macfarlaniella
- Magdalenapalpus
- Obdulia
- Obuloides
- Pentamerismus
- Philippipalpus
- Phyllotetranychus
- Phytoptipalpus
- Priscapalpus
- Prolixus
- Pseudoleptus
- Raoiella
- Raoiellana
- Tegopalpus
- Tenuilichus
- Tenuipalpus
- Terminalichus
- Ultratenuipalpus
- Urigersonus